# Carl Brendgen
Carl Andreas Brendgen (* 10. Oktober 1841 in Kierdorf; † 23. März 1916 ebenda) war ein Unternehmer der jungen Braunkohlen-Industrie im Rheinischen Braunkohlerevier.

## Leben

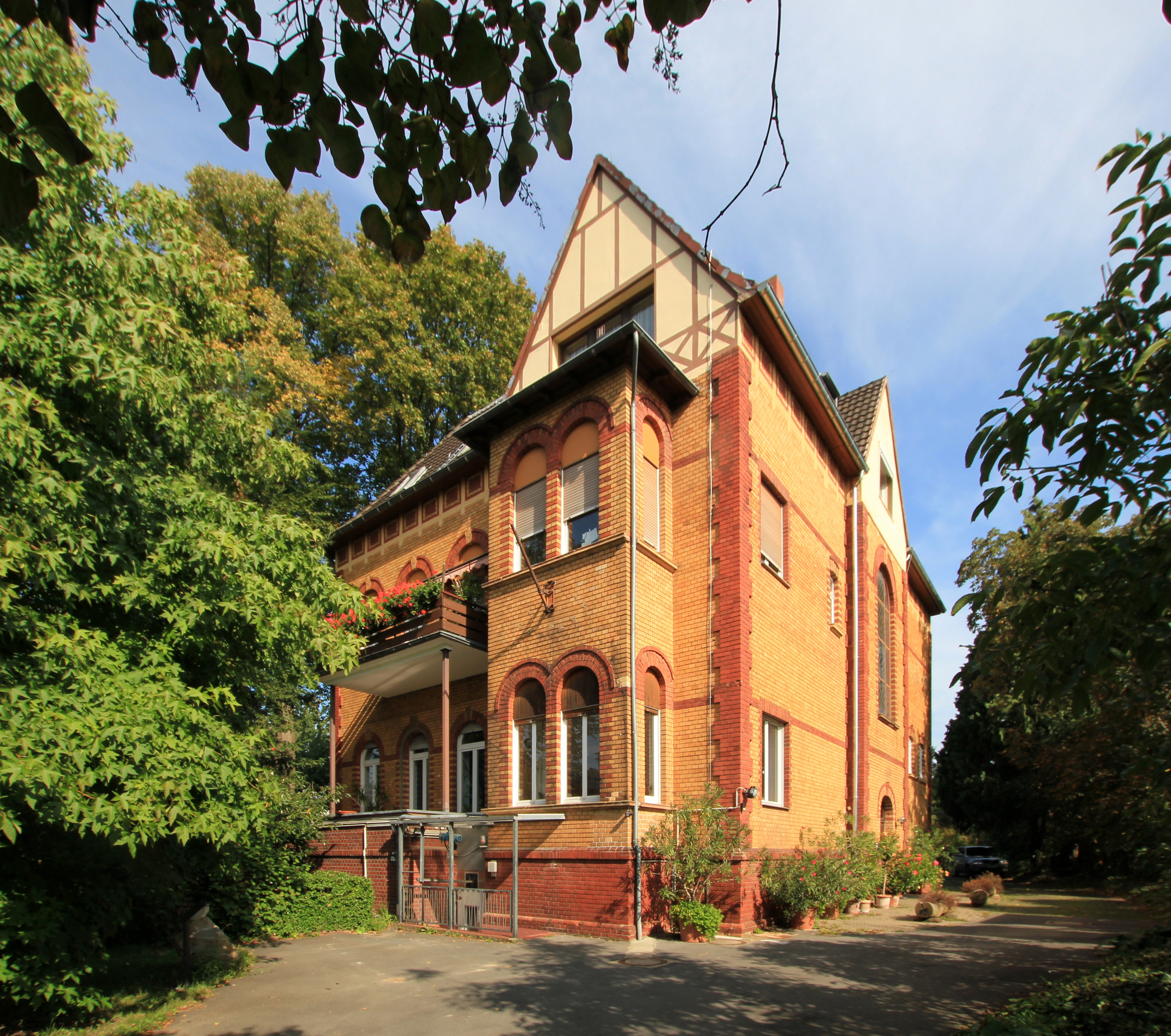
Brendgens Villa Louise in Kirdorf (2011)

Brendgen wurde bereits in den gerade erst begonnenen Braunkohlebergbau in der Ville hinein geboren. Sein Vater Everhard, aus Herrig stammend, war Grubenverwalter der Gruben des Gymnicher Grafen Wolff Metternich. Die Familie lebte auf einem Hofgut im Ortsteil Zieselsmaar. Er heiratete 1872 Luise, geb. Koenig, und hatte mit ihr zwei Töchter, Louise und Marie, und zwei Söhne, Carl und Eduard.
Auf der Höhe seines Wirkens ließ sich Brendgen an der Heerstraße in Kierdorf eine Villa mit Park (Arboretum) und Tiergehege erbauen und benannte sie Villa Louise. Am Gebäude sind noch die Initialen K und L (Karl und Luise) angebracht (Heute Verwaltungssitz des Forstamtes RWE Power AG).

## Wirken

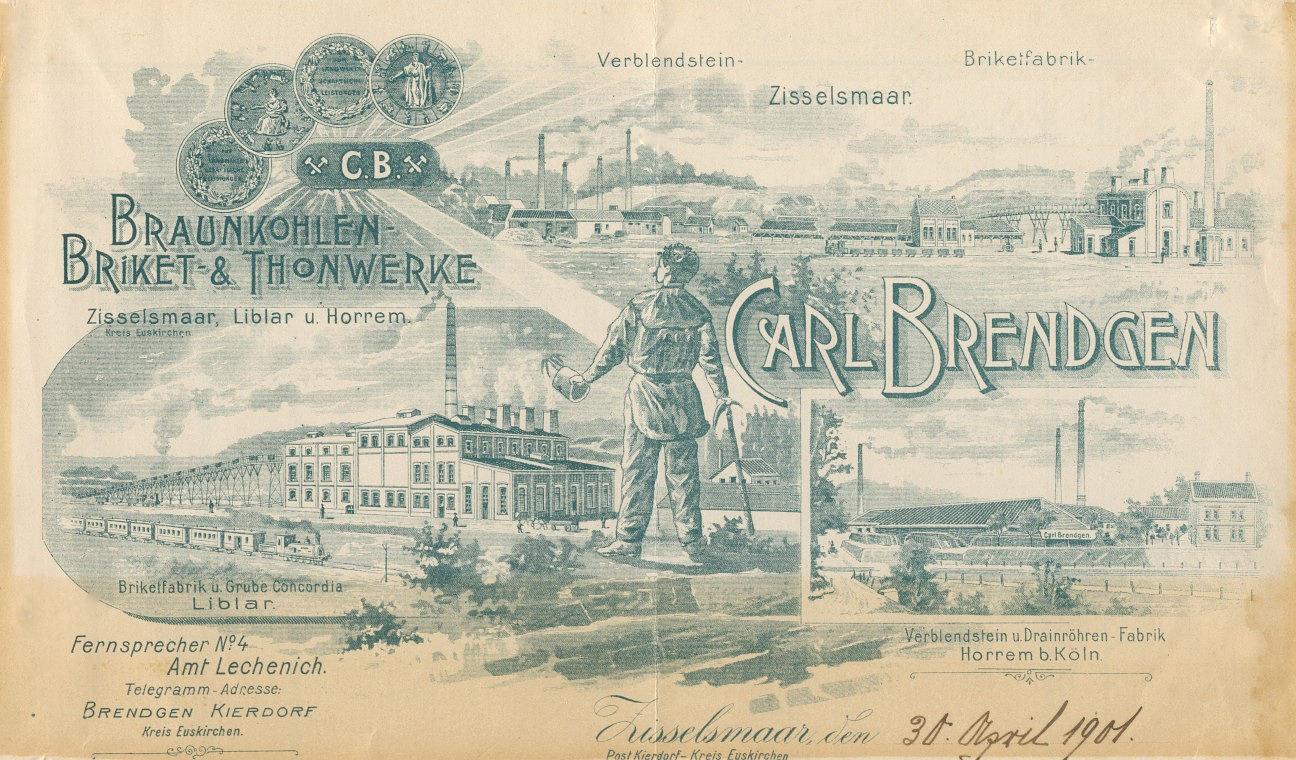
Briefkopf der Brendgen Werke

Brendgen machte sich früh selbständig durch die Gründung einer Ziegelei nach dem Prinzip des zuvor, 1859, patentierten Hoffmannschen Ringofens und einer Tongrube am Villehang in Zieselsmaar. Seine Ziegel weisen einen gelben Farbton auf, bedingt durch den hohen Kalkanteil. Sie stechen noch heute bei Bauten aus seiner Zeit hervor. Der Absatz seiner Ziegel, Dachpfannen, Bodenplatten und Tonröhren ging bis ins aufstrebende Köln. Der Brand der Tonwaren geschah mit Hilfe der groben verkohlten Baumstümpfe innerhalb der Braunkohleablagerungen, den sogenannten Knabben. Der Betrieb entwickelte sich so gut, dass er bald eine weitere Ziegelei in Horrem übernahm und ausbaute.
1858 ging die erste Dampfbrikettpresse für Trockenbriketts nach dem System Exter bei Halle im mitteldeutschen Revier in Betrieb. Im Rheinland wurden vorerst Nasssteine gepresst. Die erste Trockenpresse ging 1877 auf der Roddergrube in Betrieb. Bereits 1872 pachtete Carl Brendgen vom Grafen Wilhelm Wolff Metternich zu Gymnich den südlichen Teil der Konzession Hubertus und 1891 kaufte er ein etwa 220 ha großes Abbaufeld zwischen Kierdorf und Liblar, genannt Kohlenquelle. Noch im gleichen Jahr begann er mit dem Bau einer modernen Brikettfabrik unter der Firma „Carl Brendgen, Braunkohlen-, Briket- & Thonwerke in Zisselsmaar“. Eine Brikettpresse kostete um die Jahrhundertwende etwa 250.000 Reichsmark. Ein Jahr später 1892 kam die zweite Presse hinzu. Diese Fabrik war die erste moderne auf der Südseite der Ville.
Ende 1897 pachtete er von Graf Ferdinand Wolff Metternich zur Gracht auf Schloss Gracht in Liblar für jährlich 15.000 Reichsmark den Teil des Feldes Concordia bis zur Luxemburger Straße vor Liblar. Im folgenden Jahr ließ Brendgen mit Teilhabern die Brikettfabrik Concordia-Süd in Liblar mit drei, später fünf, Brikettpressen errichten. Die Concordia produzierte bis 1938. Das Feld Zieselsmaar erweiterte er um 1900 um das zusätzliche Abbaufeld „Katharina“. Auch Zisselsmaar wurde 1902 in eine GmbH umgewandelt, um den Kapitalbedarf für die Mechanisierung des Abbaus und der Werke sicherzustellen (Heute Tagebaurestsee Zieselsmaar). Dann wurde zuletzt noch das Concordia-Nordfeld gepachtet und eine dritte Brikettfabrik an das Werk Kohlenquelle/Zieselsmaar angebaut.
Der Absatz wurde wesentlich gefördert durch den Bau von Eisenbahnlinien. Für Brendgen wichtig war der Bau der Mödrath-Liblar-Brühler Eisenbahn (MLB) durch die Kölner Westdeutsche Eisenbahn-Gesellschaft, zu der die Zieselsmaarer Fabrik ein Anschlussgleis bekam. Die Betriebseröffnung war am 1. März 1899. Die Bahn diente in erster Linie der Erschließung der Braunkohlengruben und Brikettfabriken. Vorher musste die Produktion mit Pferdefuhrwerken zum Bahnhof Liblar gefahren werden. Mit Ende der Gruben war die Bahn dann nicht mehr nötig und wurde konsequenterweise stillgelegt. Als letzte Gründung erfolgte als Bergrechtliche Gewerkschaft Hubertus, die von den Gymnicher Grafen das entsprechende Feld aufkaufte und die Brikettfabrik Hubertus, Brüggen, erbaute, 1908 in eine AG umgewandelt. Ab 1960 gehörte die Fabrik 'Hubertus' in Brüggen zur Rheinischen Braunkohlenwerke AG. Nach einer schweren Kohlenstaubexplosion mit vielen Opfern im Frühjahr 1964 schloss die Fabrik für immer ihre Werkstore.
Zuletzt 1911 erweiterte Brendgen seine Fabrik Kohlenquelle in Zieselsmaar mit einem angebauten Neubau und sieben Pressen zur Concordia Nord. Enger Vertrauter von Brendgen und Vorstandsmitglied ab 1905 war der Wirtschaftsjurist Josef Abs, der selbst mehrere Kuxe (Bergwerksanteile) an der Gewerkschaft Hubertus hielt. Unter Abs maßgeblicher Leitung wurde am 30. Dezember 1908 im Wege der Bargründung die Hubertus Braunkohlen-Aktiengesellschaft zu Brüggen (Erft) bei Liblar errichtet. Unmittelbar vor dem Zweiten Weltkrieg gingen die Werke in der Erft-Bergbau AG auf. Mitte der 1950er Jahre übernahm die Roddergrube AG. in Brühl die Leitung. Concordia produzierte noch bis 1958. Das Tagebaurestloch ist heute der Concordiasee.

## Ehrenämter und Stiftungen
Carl Brendgen war vom 1. Juni 1877 bis zu seinem Tode Mitglied des Gemeinderates von Kierdorf und von 1900 bis 1907 Gemeindevorsteher. Als Mitglied des Kirchenvorstands erwirkte er die Ansiedlung der Hiltruper Schwestern, die Kindergarten und Nähschule gründen sollten. Er stellte die Pachterträge von Ländereien zum Unterhalt zur Verfügung. Das Projekt kam 1918 erst nach Ende des Ersten Weltkriegs und zwei Jahre nach seinem Tod zustande (bis 1982 in Kierdorf). Für die Kirche stiftete er das Borromäus-Fenster. In seinem Testament verpflichtete er seine Kinder zu einer Stiftung von großherzig bemessenen Grundstücken und Geldwerten von etwa 37.000 Reichsmark für die Kirchengemeinde Kierdorf zum Zwecke der Kranken-, Alters- und Jugendpflege der Eingesessenen aller Bekenntnisse der Pfarrgemeinde Kierdorf, einschließlich der zugehörigen Rektoratskirche in Brüggen.